# Tadej Valjavec
Tadej Valjavec (Kranj, 13 de abril de 1977) es un exciclista esloveno. Comenzó su carrera profesional en el año 2000 y se retiró en 2013.

## Trayectoria
Como amateur, ganó el Girobio en 1999.
No ha conseguido muchas victorias pero ha conseguido puestos de honor en Grandes Vueltas (9.º en el Giro de Italia de 2004 y en el de 2009, 9.º en el Tour de Francia 2008) (fue décimo pero, al ser descalificado Bernhard Kohl, ascendió un puesto), y en otras carreras importantes en el calendario ciclista como la París-Niza (4.º en 2007) y el Tour de Romandía (4.º en 2004).
El 3 de mayo de 2010, la Unión Ciclista Internacional solicitó la apertura de un procedimiento disciplinario contra Tadej "por aparente violación del Reglamento Antidopaje, sobre la base de la información proporcionada por el perfil sanguíneo incluido en su pasaporte biológico" (manipuló su sangre). Fue absuelto por el Comité Olímpico esloveno (OCS), sin embargo el Ag2r La Mondiale no lo mantuvo en plantilla. El 22 de abril de 2011, el Tribunal de Arbitraje del Deporte, apelado por la Unión Ciclista Internacional, anuló la decisión del OCS y pronunció contra Valjavec una suspensión de dos años a partir del 20 de enero de 2011. Los resultados obtenidos entre el 19 de abril y el 30 de septiembre de 2009 fueron anulados.
El 1 de agosto de 2013 anunció su retirada del ciclismo tras doce temporadas como profesional y con 36 años de edad.

## Palmarés
2002
- Semana Lombarda

2003
- Campeonato de Eslovenia en Ruta

2007
- Campeonato de Eslovenia en Ruta

## Resultados en Grandes Vueltas y Campeonatos del Mundo
Durante su carrera deportiva consiguió los siguientes puestos en las Grandes Vueltas y en los Campeonatos del Mundo en carretera:
| Carrera         | Carrera         | 2000 | 2001 | 2002 | 2003 | 2004 | 2005 | 2006 | 2007 | 2008 | 2009 | 2010 | 2011 | 2012 | 2013 |
| --------------- | --------------- | ---- | ---- | ---- | ---- | ---- | ---- | ---- | ---- | ---- | ---- | ---- | ---- | ---- | ---- |
|                 | Giro de Italia  | —    | 30.º | —    | —    | 9.º  | 15.º | 34.º | —    | 13.º | 9.º  | —    | —    | —    | —    |
|                 | Tour de Francia | —    | —    | —    | —    | —    | —    | 16.º | 19.º | 9.º  | —    | —    | —    | —    | —    |
|                 | Vuelta a España | —    | —    | 18.º | —    | 26.º | —    | —    | —    | —    | 30.º | —    | —    | —    | —    |
| Mundial en Ruta | Mundial en Ruta | —    | 27.º | —    | 19.º | —    | —    | 46.º | —    | —    | 32.º | —    | —    | —    | —    |

—: no participa

Ab.: abandono

## Equipos
- Fassa Bortolo (2000-2003)
- Phonak (2004-2005)
- Lampre-Fondital (2006-2007)
- Ag2r La Mondiale (2008-2009)
- Manisaspor Cycling Team (2011)
- Sava (2013)